# Distrito de Brzeziny
Brzeziny (polaco: powiat brzeziński) es un distrito (powiat) del voivodato de Łódź (Polonia). Fue constituido el 1 de enero de 1999 como resultado de la reforma del gobierno local de Polonia aprobada el año anterior. Limita con otros cinco distritos de Łódź: al noroeste con Zgierz, al norte con Łowicz, al este con Skierniewice, al sudeste con Tomaszów Mazowiecki y al sur y al oeste con Łódź Oriental; y está dividido en cinco municipios (gmina): uno urbano (Brzeziny) y cuatro rurales (Brzeziny, Dmosin, Jeżów y Rogów). En 2011, según la Oficina Central de Estadística polaca, el distrito tenía una superficie de 358,56 km² y una población de 30 625 habitantes.